# Babonić

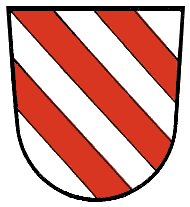
Armurerie de la famille Babonić.

Les Babonić (hongrois : Babonics ou Vodicsai) sont une famille noble de la  Slavonie médiévale dont plusieurs membres importants furent  Ban de Slavonie et Ban de Croatie. Leur pouvoir s'établit au tournant des XIIe et XIIIe siècles quand ils reçoivent d'importants domaines des rois de Hongrie.,, . Ils seront apparentés aux comtes de Goritz, les patriciens vénitiens Morosini et les Bans de Bosnie  de la famille Kotromanić par des inter mariages.

## Généalogie
Voici l'arbre généalogique complet établi selon la généalogie de l'historien médiéviste hongrois Pál Engel (2001) et Attila Zsoldos (2011):
- Étienne Ier
- Babonega Ier
  - Étienne II (fl. 1243–1256), Ban de Primorje (banus maritimus) (1243–1249)
    - Étienne III (fl. 1273–1300), Ban de Slavonie (en ou avant 1295), Krajna branch
      - Ladislas I (fl. 1293)
      - Étienne V (fl. 1293)
        - Henri (fl. 1345)
        - Étienne VI (fl. 1345)

    - Radoslav I (fl. 1273–1293), Ban de Slavonie (1288, 1292, 1294)

  - Babonega II (fl. 1249–1256)
    - Nicolas Ier (fl. 1278–1292)
    - Étienne IV (fl. 1278–1316), Ban de Slavonia (1299; 1310–1316), Krupa branch (Krupski)[5]
      - Georges (fl. 1321–1336)
      - Jean II (fl. 1321–1328)
      - Denis (fl. 1321–1370)
      - Paul (fl. 1321–1381), mort sans héritier

    - Jean Ier (fl. 1284–1334), Ban de Slavonie (1317–1322), Ban de Croatie et de Dalmatie (1322)
      - Fille (fl. 1328), épouse Peter II Kőszegi, l'ancêtre des ducs (Herceg) de la famille Szekcső.

    - Otto (fl. 1284–1300)
    - Radoslav II (fl. 1284–1314)
      - Nicolas II (fl. 1321–1330)
      - Dujam (fl. 1321–1369), ancêtre de la famille Blagay

## Sources
- (en) Florin Curta, Southeastern Europe in the Middle Ages, 500–1250, Cambridge/New York, Cambridge University Press, 2006, 496 p. (ISBN 978-0-521-89452-4)
- (en) John V. A Fine, The Late Medieval Balkans: A Critical Survey from the Late Twelfth Century to the Ottoman Conquest, The University of Michigan Press, 1994 (ISBN 0-472-08260-4)
- (hu) László Koszta, Korai magyar történeti lexikon (9–14. század) [Encyclopedia of the Early Hungarian History (9th–14th centuries)], Budapest, Akadémiai Kiadó, 1994, 753 p. (ISBN 963-05-6722-9), « Babonić », p. 73 éditeurs précédents : Engel Pál, Kristó Gyula et Makk Ferenc.